# Highlife (genere musicale)
L'highlife è un genere musicale e ballo nato nell'Ottocento nelle zone costiere dell'odierno Ghana e popolare anche in Nigeria.

## Definizione e caratteristiche
Nato dalla commistione dei metri della musica africana e le melodie del jazz, l'highlife presenta le strutture melodiche e ritmiche della musica tradizionale africana. Discende anche dalla musica per ottoni, spesso suonata nei forti europei in Ghana agli inizi del Novecento, dal palm-wine della Liberia e la Sierra Leone, si ispira al foxtrot e al calypso ed eredita ritmi come l'osibisaba dei fanti dell'Africa occidentale.
Negli anni quaranta l'highlife si divise in due filoni distinti: uno più ballabile per complesso, sviluppatosi nei contesti urbani, e uno più incentrato sui suoni della chitarra, eseguito da formazioni più piccole e originario delle aree rurali.
In anni più recenti, lo stile è divenuto più vivace e incentrato sul sintetizzatore.
Tra i pionieri del genere vi sono Rex Lawson, E. T. Mensah e Victor Uwaifo.

## Etimologia e storia
Sebbene le sue origini risalgano alla fine dell'Ottocento, il termine "highlife" (lett. "bella vita/mondanità") venne coniato dagli appassionati del genere che frequentavano i club esclusivi del Ghana. Stando a Yebuah Mensah, fratello maggiore del musicista E. T. Mensah, la parola sarebbe apparsa per la prima volta nei primi anni venti.
Fu durante gli anni trenta che il genere si diffuse anche in Nigeria. L'highlife riflette il miglioramento delle condizioni economiche della metà del secolo nelle principali città di influenza anglofona nelle aree costali dell'Africa occidentale. Nel 1960 il primo presidente ghanese Kwame Nkrumah elesse l'highlife musica da ballo nazionale. La situazione economica problematica degli anni sessanta e l'instabilità politica dei due decenni seguenti spinsero molti artisti ghanesi a trasferirsi all'estero, specialmente in Germania, ove vigevano leggi sull'immigrazione meno rigide rispetto a quelle degli altri paesi occidentali.